# Eberhard von Olshausen
Eberhard von Olshausen (* 3. Oktober 1937 in Naumburg (Saale); † 26. März 2021 in Bonn) war ein deutscher Jurist und emeritierter Professor an der Fernuniversität Hagen.

## Werdegang
Von Olshausen studierte an der Universität Kiel in den 1950ern Rechtswissenschaft. Er wurde in den 1960ern Assistent von Raisch an der Universität Bonn. Er promovierte am 11. März 1969 an der Universität Kiel zum Dr. iur. Er war dann in Bonn als akademischer Rat und dann als Oberrat tätig. 1987 habilitierte er sich bei Werner Flume in Bonn. Von 1990 bis 2002 lehrte Eberhard von Olshausen als Professor für Bürgerliches Recht, Unternehmens- und Wirtschaftsrecht an der Fernuniversität Hagen. Hierbei war er von 1991 bis 1993 Dekan der juristischen Fakultät.
Als privater Liebhaber von Fußball, klassischer Musik und Literatur schrieb er neben seinen juristischen Veröffentlichungen auch Musik- und Theaterkritiken für die Lokalpresse in Bonn.

## Schriften (Auswahl)
- Die Konkurrenz von Güterrecht und Erbrecht bei Auflösung der Zugewinngemeinschaft durch Tod eines Ehegatten. Kiel 1969, OCLC 1072389837.
- mit Karsten Schmidt: Automatenrecht. Eine Darstellung des Rechts der Automatenwirtschaft. Berlin 1972, ISBN 3-503-00833-0.
- Gläubigerrecht und Schuldnerschutz bei Forderungsübergang und Regress. Köln 1988, ISBN 3-452-21263-7.